# ビオラキサンチンデエポキシダーゼ
ビオラキサンチンデエポキシダーゼ (violaxanthin de-epoxidase, VDE) は、カロテノイド生合成酵素の一つで、次の化学反応を触媒する酸化還元酵素である。
(1) ビオラキサンチン + アスコルビン酸 {\displaystyle \rightleftharpoons } アンテラキサンチン + デヒドロアスコルビン酸 + H2O
(2) アンテラキサンチン + アスコルビン酸 {\displaystyle \rightleftharpoons } ゼアキサンチン + デヒドロアスコルビン酸 + H2O
酵素の組織名はviolaxanthin:ascorbate oxidoreductaseである。